# Atmosférická fronta

Značení atmosférických front:
1. studená fronta;
2. teplá fronta;
3. stacionární fronta;
4. okluzní fronta;
5. Surface trough;
6. squall/shear line;
7. rozhraní vlhkosti (dry line);
8. tropická vlna;
9. jazyk teplého vzduchu ve vyšších vrstvách ovzduší nad okluzní frontou (trowal).
Výstupky označují směr pohybu fronty.

Atmosférická fronta je přechodné pásmo mezi dvěma vzduchovými hmotami v atmosféře. Atmosférická fronta je trojrozměrný útvar. Fronty mohou dosahovat délky tisíce kilometrů a šířka frontální plochy dosahuje stovek kilometrů. Šířka přechodového pásma v horizontálním směru se pohybuje v řádech stovek až desetitisíců metrů, vertikálně je fronta stovky metrů mohutná, což odpovídá při průměrném sklonu fronty 0,5° její tloušťce. V synoptických meteorologických mapách je pochopitelně její tloušťka zanedbána a fronta se zobrazuje jako linie.
Fronty mohou být rozprostřeny od zemského povrchu až k tropopauze.
Pojem atmosférická fronta byl zaveden norskou meteorologickou školou, kterou založil Vilhelm Bjerknes.
Tor Bergeron rozdělil fronty na anafronty a katafronty. Anafronta je fronta, na které relativně teplý vzduch vystupuje podél frontální plochy. Katafronta je fronta, na které relativně teplý vzduch sestupuje podél frontální plochy. Pohyb relativně teplého vzduchu určuje charakter front.
Atmosférické fronty se klasifikují podle směru přesunu na teplé fronty (které se pohybují na stranu studené vzduchové hmoty) a studené fronty (které se pohybují na stranu teplé vzduchové hmoty). Zvláštní postavení pak mají tzv. okluzní fronty, které mají charakter buď teplé nebo studené fronty.